# 卡尔加里大学
卡爾加里大學（英語：University of Calgary）位於加拿大艾伯塔省卡爾加里的西北部，根據《美国新闻与世界报道》的全球最佳大學排名，該校是加拿大排名第七的研究性大學，世界排名第169位。它的前身是阿爾伯塔大學卡爾加里分校。1966年開始獨立授予學生學位。2004年擁有總計27,928名學生，其中包括來自87個國家的900名國際學生，含中國留學生400名。大學提供100多個學科，可以授予本科、碩士、博士學位。
近年來，卡大與中國北大、清華、中山、同濟等25所大學建立了交流關係。中華人民共和國教育部曾於2004年向卡爾加里大學圖書館贈送500多冊中文書籍。

## 學校概況
卡爾加里大學授予100多個學科的學士、碩士和博士學位（Ph.D.）。大學面積2.13平方公里，共有16個學院、53個部門和36個研究所和中心。大學有教員2,596名、職員2,767人，是卡爾加里市四位最大的雇主之一。 本科在阿爾伯塔省有較高的入學要求，錄取率大約只有50%。阿爾伯塔省近年經濟繁榮，政府許諾了45億元授予大學。
學校還擁有一個醫學院，一個商學院，一個法學院，以及2008年成立的、加拿大西部的第二个獸醫學院。卡大的國際旅遊教育與研究中心經世界旅遊組織認可，是歐洲之外的僅有的研究中心。在2005年，本來已經是學校里資源最充足的工程系得到了5千萬加元的捐款。這個加拿大歷史上數目第四大的捐款使工程系改名為Schulich School of Engineering（Schulich是捐款人Seymour Schulich的姓氏）。2014年，卡大从校友杰弗里·卡明（Geoffrey Cumming）和阿尔伯塔省政府分别获得一亿加元的捐款，医学院也正式更名为卡明医学院。此项经费将主要用于腦與心理健康、傳染病、炎症與慢性病领域的研究，包括招聘杰出人才和购买先进研究设备。
卡爾加里大學的滑冰場是1988年卡爾加里冬季奧運會的比賽場所之一，也是北美第一個室內速滑冰場。30個長道速滑的世界記錄中有17個在這裡產生，因此又被稱作擁有「世界上最快的冰」。短道速滑場地還裝備有獨特的緩衝墊來保護運動員安全。世界上很多國家包括中國的滑冰隊都曾在這裡訓練。儘管這是一個世界級的溜冰場，它是對在校學生、教職工和社會開放的。

## 大學學院
目前卡爾加里大學擁有14個學院，包括：
- 文學院（Faculty of Arts），2010年由通信与文化学院、社会科学学院、人文学科学院和艺术学院合并而成。
- 继续教育學院（Faculty of Continuing Education）
- 甘明醫學院（Cumming School of Medicine）
- 環境規劃學院（Faculty of Environmental Design）
- 研究生學院（Faculty of Graduate Studies）
- 哈斯凱恩商學院（Haskayne School of Business）
- 人體工學學院（Faculty of Kinesiology）
- 法律學院（Faculty of Law）
- 護理學院（Faculty of Nursing）
- 舒力克工程學院（Schulich School of Engineering）
- 理學院（Faculty of Science）包括六个系：生物科学、化学、计算机科学、地球科学、数学与统计学、物理与天文学。
- 社會工作學院（Faculty of Social Work）
- 獸醫學院（Faculty of Veterinary Medicine），於2008年成立，是加拿大西部的第二个獸醫學院。
- 窩克倫教育學院（Werklund School of Education）

## 學校設施

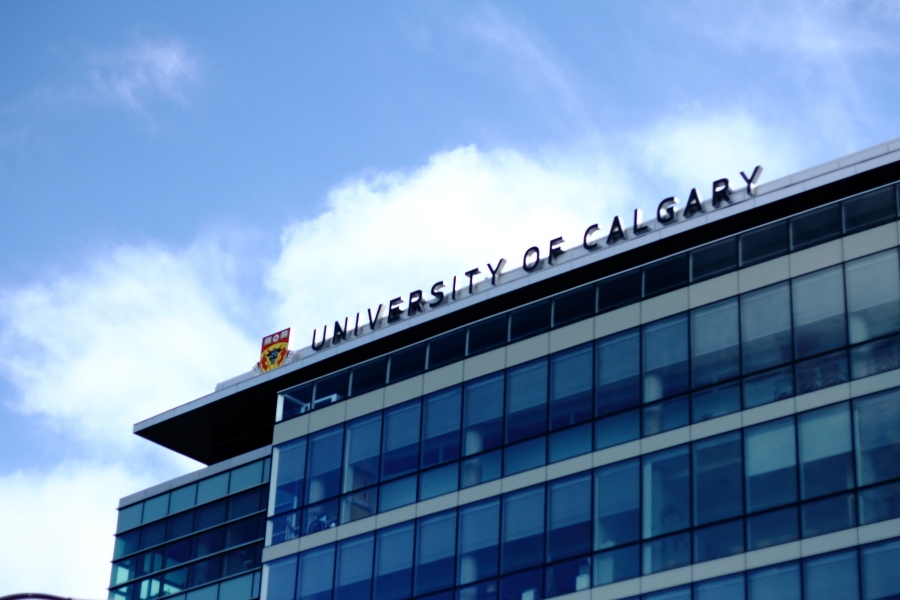
卡尔加里大学

大學擁有MacEwan Hall舞廳，是被設計成一個現場音樂會地點, 能夠容納大約1000個人。 舞廳為許多音樂會多年來所使用，也為會議、晚餐和甚而政治辯論所使用， 2006年阿爾伯塔省進步保守性領導辯論就曾在此處進行。
除舞廳之外，大學也有Rozsa中心、位於校園的西南邊的一個音樂廳和劇院。Rozsa中心被賦予特權擁有由世界名望的德國管風琴製造者Jürgen和Hendrik Ahrend建立的Bach管風琴。 Rozsa中心主持風合奏、唱詩班和許多其他藝術表現。 許多音樂競爭每年在Rozsa中心舉行并且能够容纳384個觀眾。 大學劇院，直接地位於在Rozsa中心旁邊，為戲劇與舞蹈表演而設計，能够容纳505個觀眾。
大學另外擁有The Black Lounge。 在大多90年代中，Black Lounge作為了一個卡爾加里現場街頭音樂表演地點。 它的現場音樂觀眾容量為350個人。
奧林匹克Oval，一個多用途冰競技場，也是存在於大學并且是1988冬季奧林匹克運動會的場地，擁有「世界上最快的冰」的稱號。 它有400m長的長圓形軌道並且短的冰面軌道和2個冰球場。 校園也有Jack Simpson運動場，實際上是三間運動場合併為一個有座位與外面包圍的2個球場，有能力容纳2,700個人。大學校園也包括McMahon體育場，是Dinos欖球隊和卡爾加里Stampeders欖球隊的主場。

## 校園住所

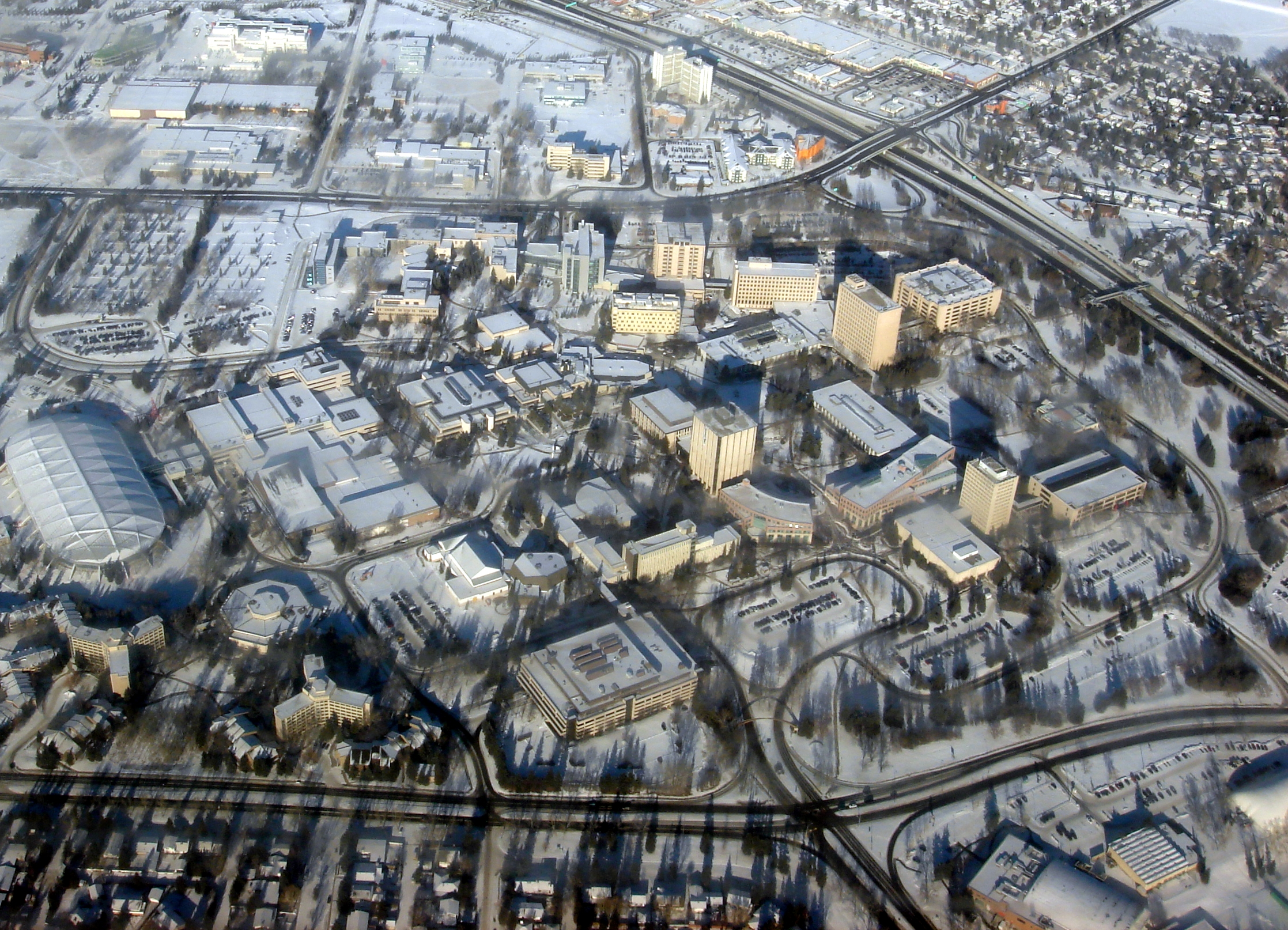
冬日校园鸟瞰

位於在校園的八座大樓能夠安置2500名學生，所有大樓以加拿大洛磯山脈（Rockies Mountain）命名。 在校園稱為魯道爾樓（Rundle Hall）和卡纳纳斯基楼（Kananaskis Hall）的2座「傳統」大樓，在60年代初大學被調遷到它現在校園地點時落成。 五座較新的大樓命名為冰川楼（Glacier Hall）、奥林匹斯楼（Olympus Hall）、诺奎楼（Norquay Hall）、布鲁斯特楼（Brewster Hall）和城堡楼（Castle Hall），在1988冬季奧運會之前被修建成為比賽運動員奧林匹克村。然而，這每一座大樓也可觀地小於傳統大樓，是只有2層或3層高和能夠在每層上安置10名到30名學生之間。最新的大樓Cascade Hall，設計與之前的五座大樓是可觀地不同，有五層高，令它成為第三大住所大樓和比之前的五座大樓它每層能安置更多學生。 除這個分別之外，最新的六座大樓全部被設計仿照公寓樣式，藉此在每層上每一個走廊中有能容納最多四個人的公寓房間。這是與在每層上設計以三個不同走廊的二座傳統大樓對比，每個走廊有十個房間能容納最多2個人，並於每層上有休息室在大廈的中心。目前在建設中的一座住所新大樓，稱為霍英東國際學生大樓（Fok Ying Tong International House），能夠安置另外200個國際學生、輔導員和會議到會者。這座大樓是大學的十五億美元資本項目的一部分，並且在2008年9月期望歡迎它的第一位學生。

## 知名校友

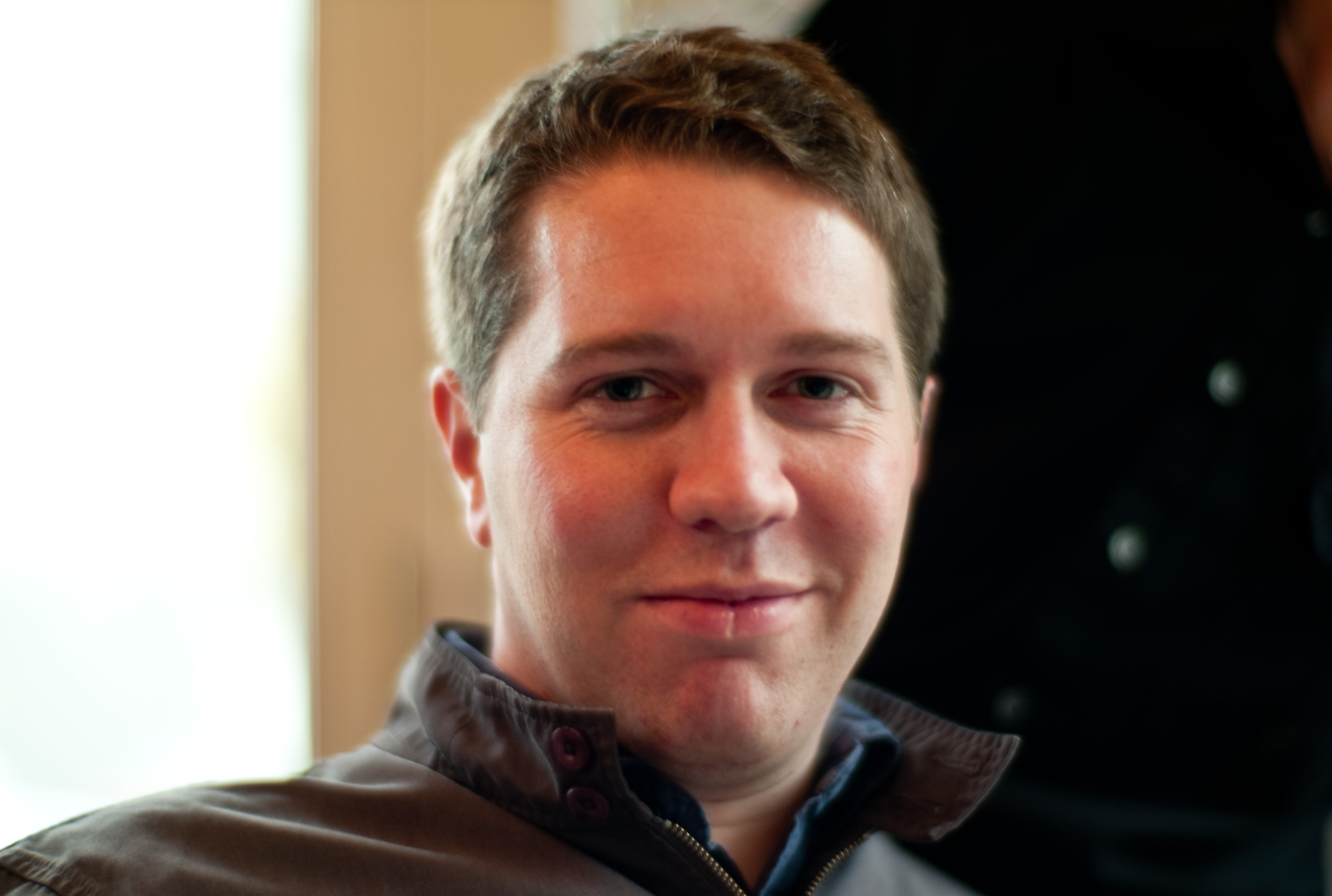
格瑞特·坎普，2001年卡大理學士（電機工程）畢業，隨後取得卡大理碩士（軟件工程）學位，Uber 共同創辦人。
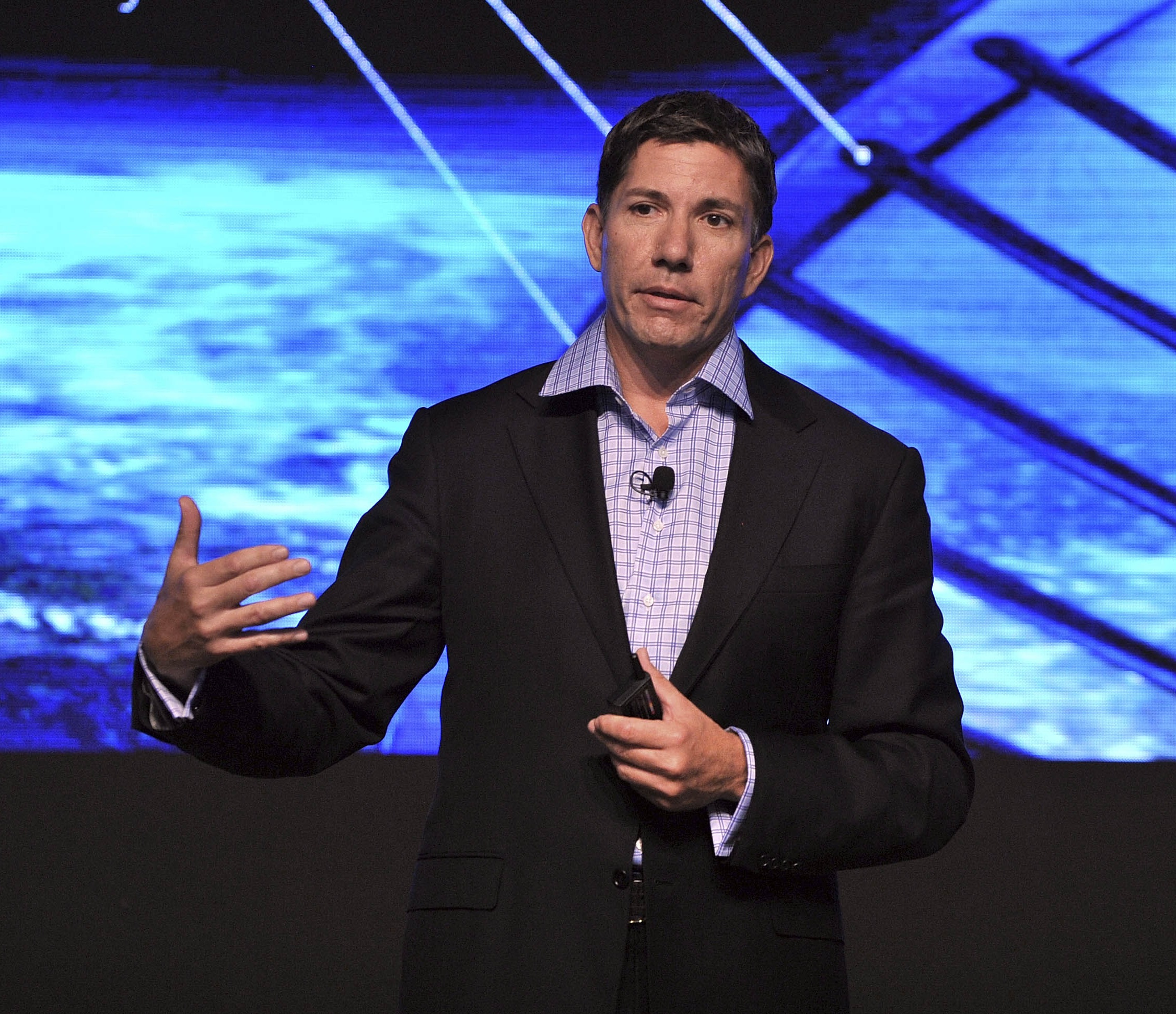
蓋瑞·科瓦克斯，曾為 Mozilla Corporation 行政總裁，現時為 AVG Technologies 行政總裁。
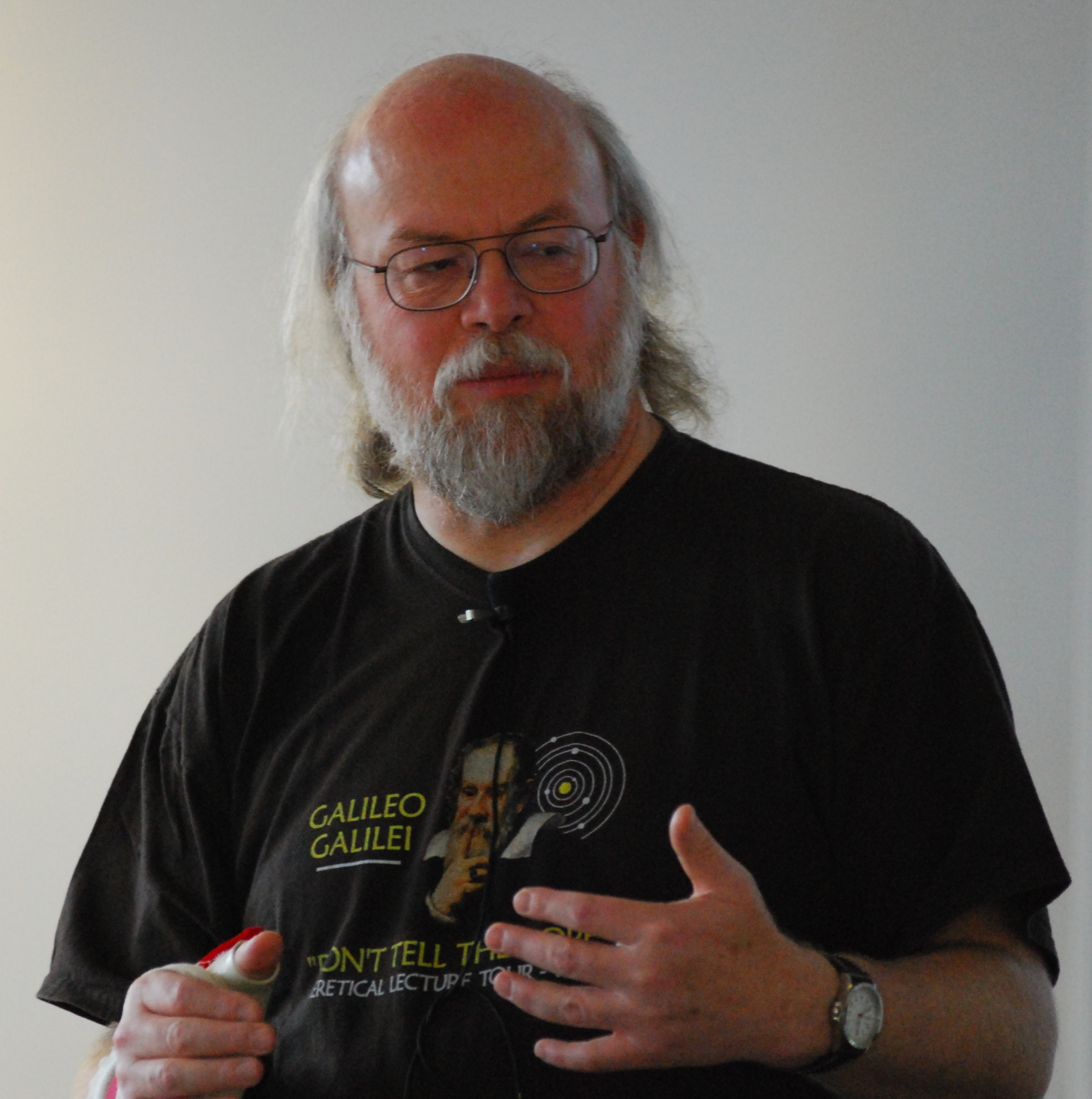
詹姆斯·高斯林，程式設計語言Java和文字編輯器Emacs的創作者之一。前升陽公司（Sun coroperative）的副總裁。畢業於1977年，卡大電腦科學學士學位。
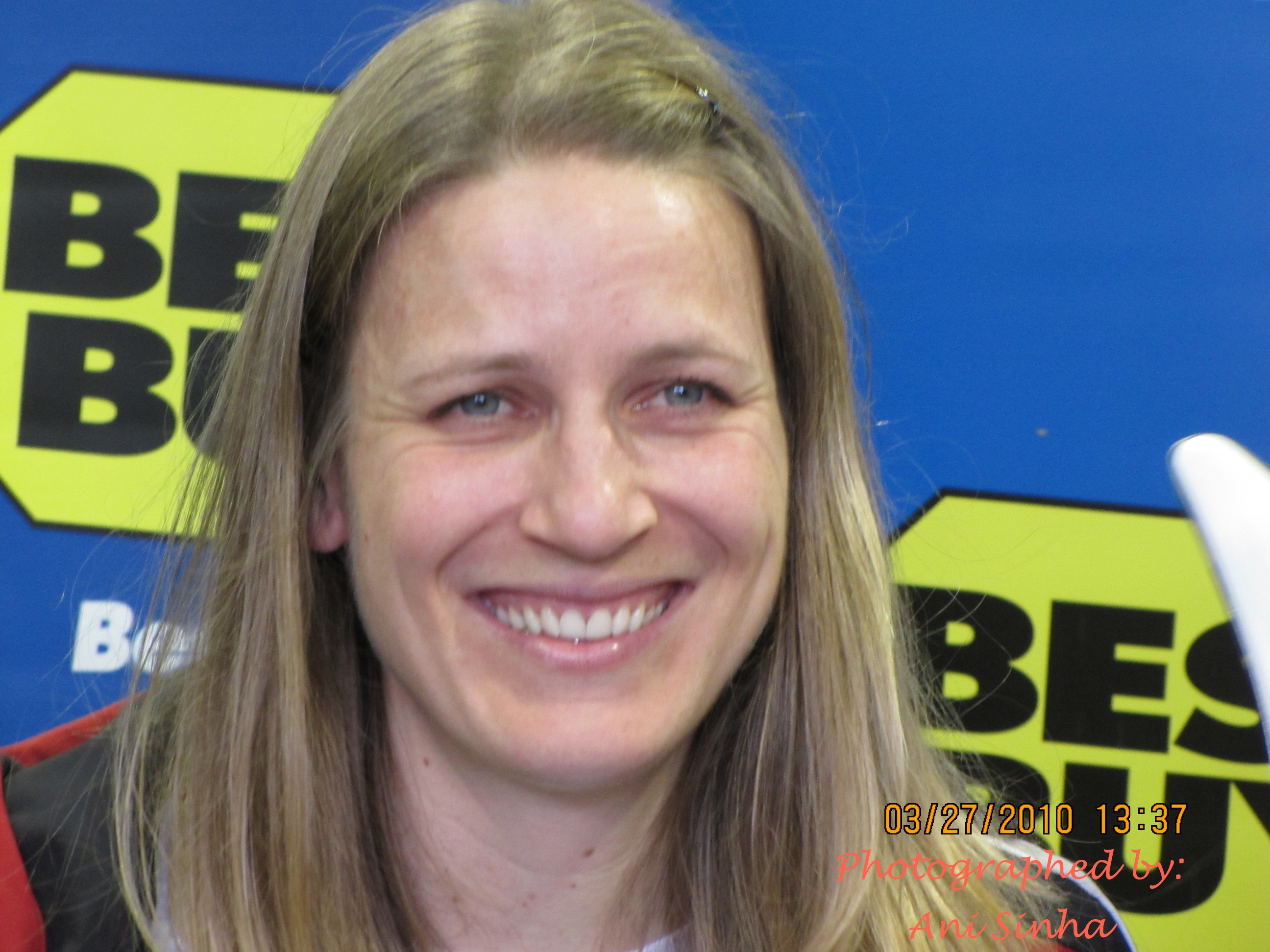
克里斯蒂娜·格羅韋斯，加拿大女子速度滑冰運動員，代表加拿大獲得2010年冬季奧運會競速滑冰比賽女子1000米金牌和2006年團體追逐賽銀牌。
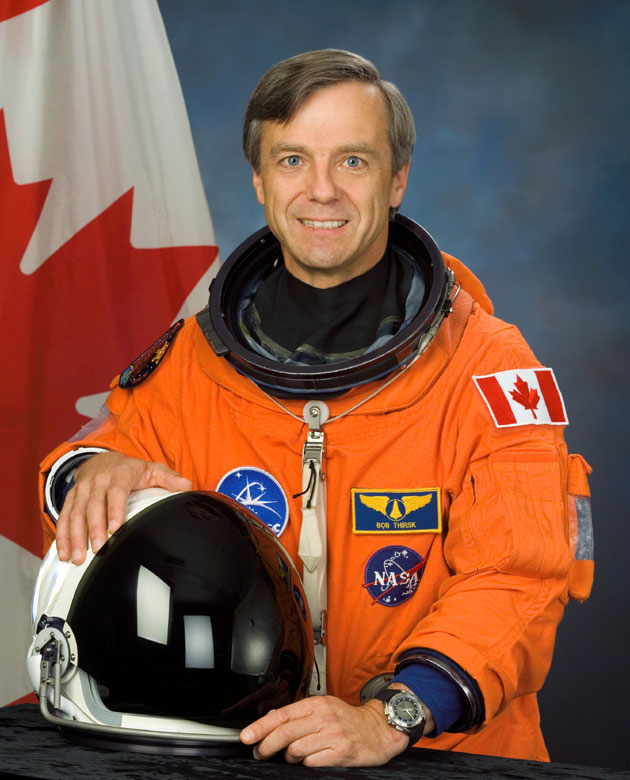
羅伯特·瑟斯克，加拿大宇航員，就讀于加拿大卡爾加里大學，1976年獲得機械工程的學士學位。1984年10月參加國家航空航天局STS-41-G航太計畫，之後多次進入太空執行任務。2009年7月8日，在國際空間站獲得由母校卡爾加里大學頒發的法學榮譽博士學位。
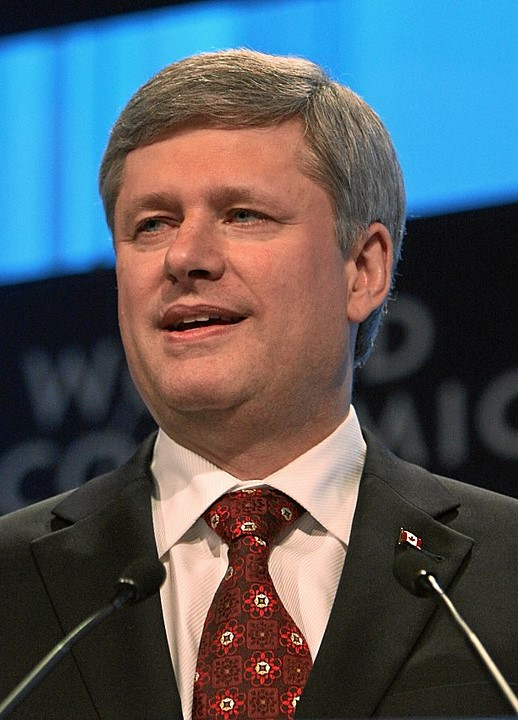
史蒂芬·哈珀，加拿大政治人物及前任聯邦保守黨黨魁，卡大經濟學碩士學位，于2006年-2015年為加拿大總理。
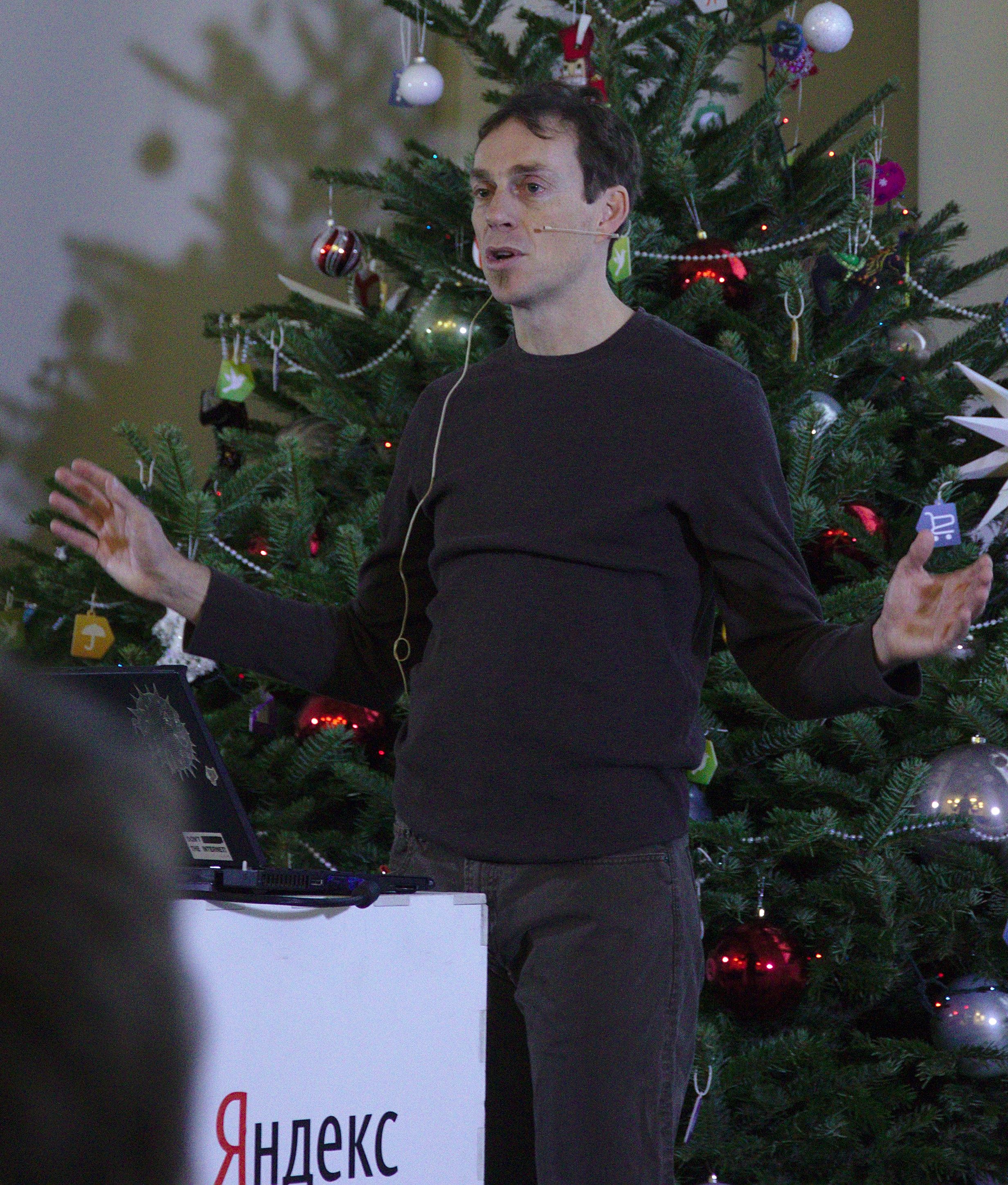
西奧·德若特，他是 OpenBSD 與 OpenSSH 專案的建立者與領導者。

卡爾加里大學建校時間不長，但是已經從這裡走出了很多知名的人士，他們包括：
- 博勵治：加拿大政治人物，現任聯邦保守黨黨魁兼官方反對黨領袖，前任加拿大民主改革國務部長（2013-2015）和就業和社會發展部長（2015）。卡大國際關係學文學士學位。
- 戴思敏：加拿大政治人物，現任亞伯達省省長兼聯合保守黨黨魁。卡大英語文學學士學位。
- Hal Kvisle， TransCanada Corporation 的主席和CEO，卡大MBA, 畢業於1981年。
- Douglas R. Hamilton，宇航員，美國國家航空和宇宙航行局航行醫生和生物工程師，卡大心臟血管學博士學位，畢業於1991年。
- 劉仕堯，澳門特別行政區運輸工務司司長
- 苟芸慧，2008年多倫多華裔小姐冠軍，2009年國際中華小姐冠軍
- 沈祖堯教授，1992年獲卡大頒授博士學位（生命科學），2010年-2017年出任香港中文大學校長，2021年開始出任新加坡南洋理工大學醫學院院長及高級副校長
- 張明傑，結構生物學家，中國科學院院士，卡爾加里大學生物化學博士學位, 1993
- 程時傑，中國科學院院士，卡爾加里大學電氣工程博士學位, 1986
- Chip Wilson，1980年卡大經濟文學士畢業，Lululemon 創辦人
- 洛心，卡大東亞語文學學士學位，網路小說作家，短篇小說集《小雛菊》於2004年改編成電視劇《鬥魚》
- 張翎，卡大英國文學碩士學位，小說作家，曾獲十月文學獎及香港紅樓夢獎。其小說《空巢》改編的電影《一個溫州的女人》，獲得金雞百花電影節新片表彰獎。另外，和馮小剛導演合作電影有《唐山大地震》及《只有芸知道》
- 黃婉華，2013年卡大巿場營銷商學士畢業，2017年開始演藝生涯，2022年於TVB電視劇《金宵大廈2》演出短短2集，演技已得到大眾的支持和認可
- 克里斯蒂娜·內斯比特，2010年代表加拿大獲得冬季奧運會競速滑冰比賽女子1000米金牌，2012年打破1000米女子競速滑冰世界記錄
- Erica Wiebe，2016年代表加拿大獲得夏季奧運會自由式摔跤比賽女子75公斤級金牌
- Paweensuda Drouin，2017年運動學學士畢業，2019年泰國環球小姐冠軍
- Susanne Craig，1991年卡大政治學學士畢業，紐約時報調查記者，由2016年至2020年間揭露唐納·川普稅務狀況，於2018年獲得普立茲獎 (釋義性報導)
- Jinder Mahal，卡大商學士學位，WWE職業摔角手

## 校区图片

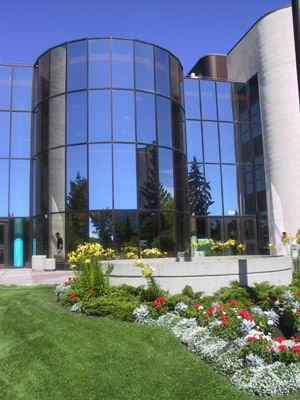
MacEwan学生活动中心
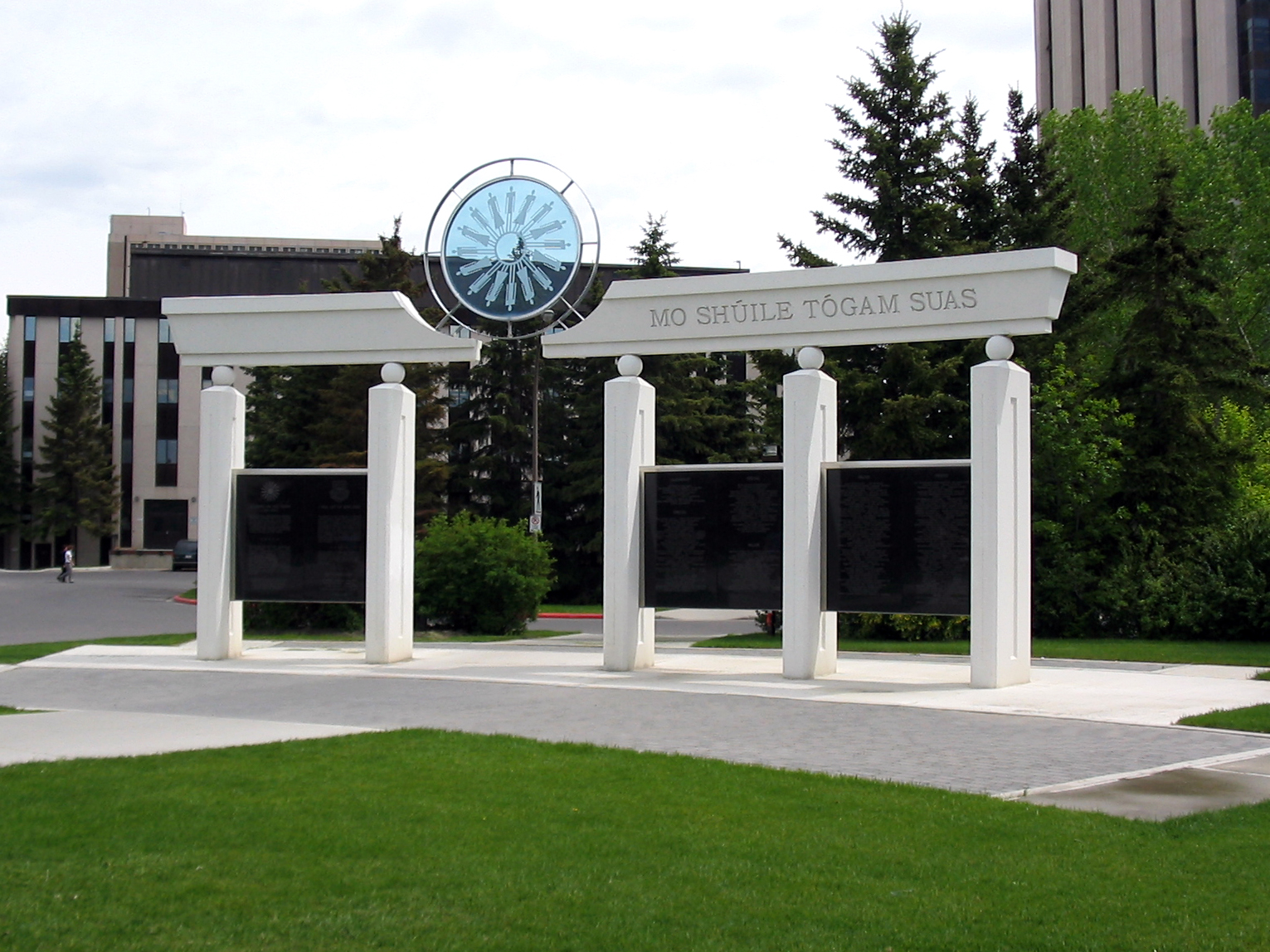
大学的校训
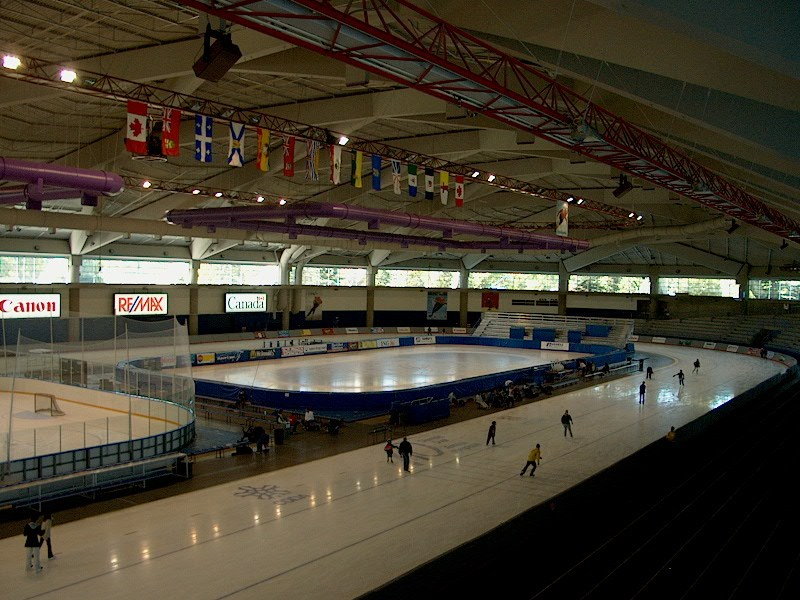
大学的室内滑冰场

## 註解
1. ↑   (PDF). Documentation, Financial Statements & Forms. University of Calgary.   [2018-07-25]. （原始内容存档 (PDF)于2022-10-09）.[永久]
2. ↑  .   [2022-09-02]. （原始内容存档于2023-12-08）.
3. ↑  .   [2022-09-02]. （原始内容存档于2024-03-03）.
4. 1 2   (PDF).   [2015-06-29]. （原始内容 (PDF)存档于2016-03-04）.
5. 1 2 3   (PDF).   [2018-08-10]. （原始内容 (PDF)存档于2018-08-10）.
6. ↑   (PDF). University of Calgary.   [2012-02-12]. （原始内容存档 (PDF)于2022-10-09）.